# プリンストン高等研究所
プリンストン高等研究所（プリンストンこうとうけんきゅうじょ、英語: Institute for Advanced Study）は、アメリカ合衆国ニュージャージー州プリンストン市にある研究所。自然科学、数学、社会科学、歴史学の四部門を持ち、世界で最も優れた学術研究機関の一つとされる。
中核となるのは27名の教授陣。いずれも最高レベルの研究者であるが、特に物理学と数学の研究が有名である。なお「教授」とはいうものの、授業負担はなく、各自の研究を進めることに加え、毎年世界各地から招聘される約190名の研究者を選抜することが主な職務である。
正式名称は「高等研究所」(Institute for Advanced Study)だが、類似の名称の研究所は数多くあるため、日本では「プリンストン高等研究所」と呼ばれることが多い。プリンストン大学とは別の組織であるが、密接な協力関係にある。

## 歴史
1930年、ニューアーク・デパートで財を成したバンバーガー兄弟が出資して設立。アルベルト・アインシュタイン、クルト・ゲーデル、ジョン・フォン・ノイマン、ロバート・オッペンハイマーら世界中から有力な研究者が集ったことでも知られる。オッペンハイマーは第二次世界大戦中にはロスアラモス国立研究所所長としてマンハッタン計画を主導し、原子爆弾を開発しており、戦後の1947年にプリンストン高等研究所の所長に任命された。

## 現在

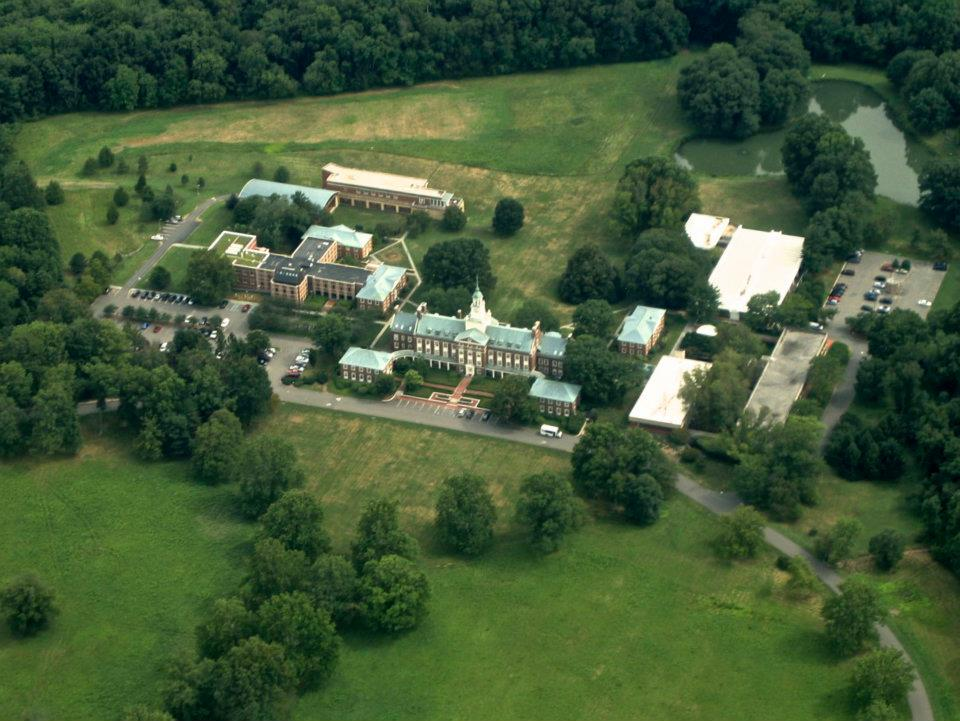
プリンストン高等研究所

現在でも非常に著名な研究者が多数在籍している。数学部門では、4名のフィールズ賞受賞者、1名のネヴァンリンナ賞受賞者をはじめとするメンバーが揃っている。自然科学部門ではフィールズ賞受賞者のエドワード・ウィッテンや共同研究者のネーサン・サイバーグ、AdS/CFT対応で超弦理論において一躍トップに立ったフアン・マルダセナ等を擁する。社会科学部門では2007年にノーベル経済学賞を受賞したエリック・マスキンが在籍している。

## 関係者
- エイブラハム・フレクスナー
- アルベルト・アインシュタイン
- ヘルマン・ワイル
- クルト・ゲーデル
- ジョン・フォン・ノイマン
- ロバート・オッペンハイマー
- エドワード・ウィッテン
- ネーサン・サイバーグ
- フアン・マルダセナ
- オズワルド・ヴェブレン
- スティーブン・ウルフラム
- スティーヴン・スメイル
- フリーマン・ダイソン
- エーリヒ・アウエルバッハ
- 陳省身
- シン・トゥン・ヤウ
- エリック・マスキン
- クリフォード・ギアツ
- マイケル・ウォルツァー
- 湯川秀樹
- 小平邦彦
- 伊藤清
- 宍倉光広
- 木下東一郎
- 中西襄
- 中山正
- 岩澤健吉
- 楠川幸子

## 関連文献
- ジョン・L・カスティ 『プリンストン高等研究所物語』 寺嶋英志訳、青土社、2004年。ISBN 4791761588
- ジョージ・ダイソン 『チューリングの大聖堂』 吉田三知世訳、早川書房、2013年／ハヤカワ文庫（上下）、2017年。ISBN 4152093595
  - 第49回日本翻訳出版文化賞受賞。副題にコンピュータの創造とデジタル世界の到来。各研究所初期の伝記